# Acetato básico de alumínio
O acetato básico de alumínio, ou, mais precisamente, diacetato básico de alumínio, algumas vezes incorretamente denominado acetato de alumínio, é um sal básico de alumínio do ácido acético, em que o catião Al+3 é neutralizado por uma hidroxila e dois aniões acetato.
Teoricamente, a reação do ácido acético com o hidróxido de alumínio, em excesso do hidróxido, pode gerar três produtos:
- Triacetato de alumínio neutro ou acetato neutro de alumínio Al(C2H3O2)3, 
CAS:139-12-8[3]
- Diacetato de alumínio básico ou acetato básico de alumínio HOAl(C2H3O2)2 
CAS:142-03-0[4][5].
- Monoacetato alumínio básico ou acetato dibásico de alumínio (HO)2Al(C2H3O2), CAS:7360-44-3[6]

## Aplicações
O acetato básico de alumínio é utilizado como anti-séptico e no tratamento de infecções no canal auditivo externo. É um dos componentes da preparação farmacêutica conhecida como Líquido de Bürow. Esta solução é utilizada no tratamento de dermatites, queimaduras e exsudações cutâneas.